# Rhynocoris cuspidatus
Réduve porte-lance
Espèce
Rhynocoris cuspidatus, le Réduve porte-lance, est une espèce d'hémiptères de la famille des Reduviidae et du genre Rhynocoris.

## Répartition
Largement répartie en péninsule Ibérique et dans les départements méditerranéens en France, elle est signalée à l'est jusqu'au Kirghizistan.

## Description
En théorie la larve peut être identifiée parmi les quatre espèces du genre Rhynocoris en France grâce à une clef d'identification. Les critères cités concernent les aires évaporatoires, la larve de cuspidatus en possède trois noires avec une tache blanche entre les aires 2 et 3.

## Écologie
Cette espèce prédatrice est principalement active de mai à juillet.

## Systématique
Le nom valide complet (avec auteur) de ce taxon est Rhynocoris cuspidatus Ribaut (d), 1922.
Ce taxon porte en français le nom vernaculaire ou normalisé suivant : Réduve porte-lance.